# Eiskunstlauf-Europameisterschaften 1953
Die 45. Eiskunstlauf-Europameisterschaften fanden vom 22. bis 25. Januar 1953 in Dortmund statt.

## Ergebnisse

### Herren
| Platz | Sportler           | Land                   |
| ----- | ------------------ | ---------------------- |
| 1     | Carlo Fassi        | Italien                |
| 2     | Alain Giletti      | Frankreich             |
| 3     | Freimut Stein      | BR Deutschland         |
| 4     | Michael Booker     | Vereinigtes Königreich |
| 5     | Hubert Köpfler     | Schweiz                |
| 6     | Martin Felsenreich | Österreich             |
| 7     | Klaus Loichinger   | BR Deutschland         |
| 8     | György Czakó       | Ungarn                 |
|       | Kurt Oppelt (Z)    | Österreich             |

- Z = Zurückgezogen

### Damen
| Platz | Sportlerin                 | Land                   |
| ----- | -------------------------- | ---------------------- |
| 1     | Valda Osborn               | Vereinigtes Königreich |
| 2     | Gundi Busch                | BR Deutschland         |
| 3     | Erica Batchelor            | Vereinigtes Königreich |
| 4     | Helga Dudzinski            | BR Deutschland         |
| 5     | Yvonne Sugden              | Vereinigtes Königreich |
| 6     | Annelies Schilhan          | Österreich             |
| 7     | Rosi Pettinger             | BR Deutschland         |
| 8     | Elaine Skevington          | Vereinigtes Königreich |
| 9     | Alida Elisabeth Stoppelman | Niederlande            |
| 10    | Sissy Schwarz              | Österreich             |
| 11    | Nelly Maas                 | Niederlande            |
| 12    | Doris Zerbe                | Schweiz                |
| 13    | Fiorella Negro             | Italien                |
| 14    | Joan Haanappel             | Niederlande            |
| 15    | Liliane de Becker          | Belgien                |
| 16    | Erika Rücker               | BR Deutschland         |
| 17    | Eszter Jurek               | Ungarn                 |

### Paare
| Platz | Sportler                                | Land                   |
| ----- | --------------------------------------- | ---------------------- |
| 1     | Jennifer Nicks / John Nicks             | Vereinigtes Königreich |
| 2     | Marianna Nagy / László Nagy             | Ungarn                 |
| 3     | Sissy Schwarz / Kurt Oppelt             | Österreich             |
| 4     | Jane Higson / Robert Hudson             | Vereinigtes Königreich |
| 5     | Eva Neeb / Karl Probst                  | BR Deutschland         |
| 6     | Helga Kruger / Peter Voss               | BR Deutschland         |
| 7     | Charlotte Michiels / Gaston van Ghelder | Belgien                |